# Alan Wake's American Nightmare
Alan Wake's American Nightmare est un jeu vidéo développé par le studio finlandais Remedy Entertainment et édité par Microsoft Game Studios. Le jeu est présenté comme un spin-off au titre original et non comme une suite directe. Sorti le 22 février 2012  en téléchargement sur le Xbox Live Arcade et le 22 mai 2012  en téléchargement sur Steam.

## Contexte
Le jeu ne se déroule pas comme une suite au jeu initial mais comme un spin-off. Le jeu prend part en Arizona oú Alan Wake sera le héros d'un épisode de la série télévisuelle Zone X (Night Springs en anglais) qui est une série fictive dont on peut voir certains épisodes via des téléviseurs dans l'opus original et dont Alan Wake était autrefois le scénariste. Alan se retrouve projeté dans un des épisodes qu'il avait lui-même écrit plusieurs années auparavant…

## Système de jeu
Bien que le système de jeu restera globalement le même, Remedy a annoncé que les ennemis ne réagissent pas forcément de la même façon à la lumière et le joueur devra donc utiliser certaines tactiques pour venir à bout de ses ennemis. Le jeu incorpore également de nouvelles armes ainsi qu'un mode survie baptisé « Fight till Dawn » (littéralement « Combats jusqu'à l'aube ») qui est à part du mode Histoire et dont le but est de survivre à des vagues de monstres jusqu'au lever du jour.

## Précisions
Remedy a également annoncé que si le succès est au rendez-vous, le jeu pourrait être le premier d'une série de spin-off dédié à l'univers d'Alan Wake.